# Janine Piguet

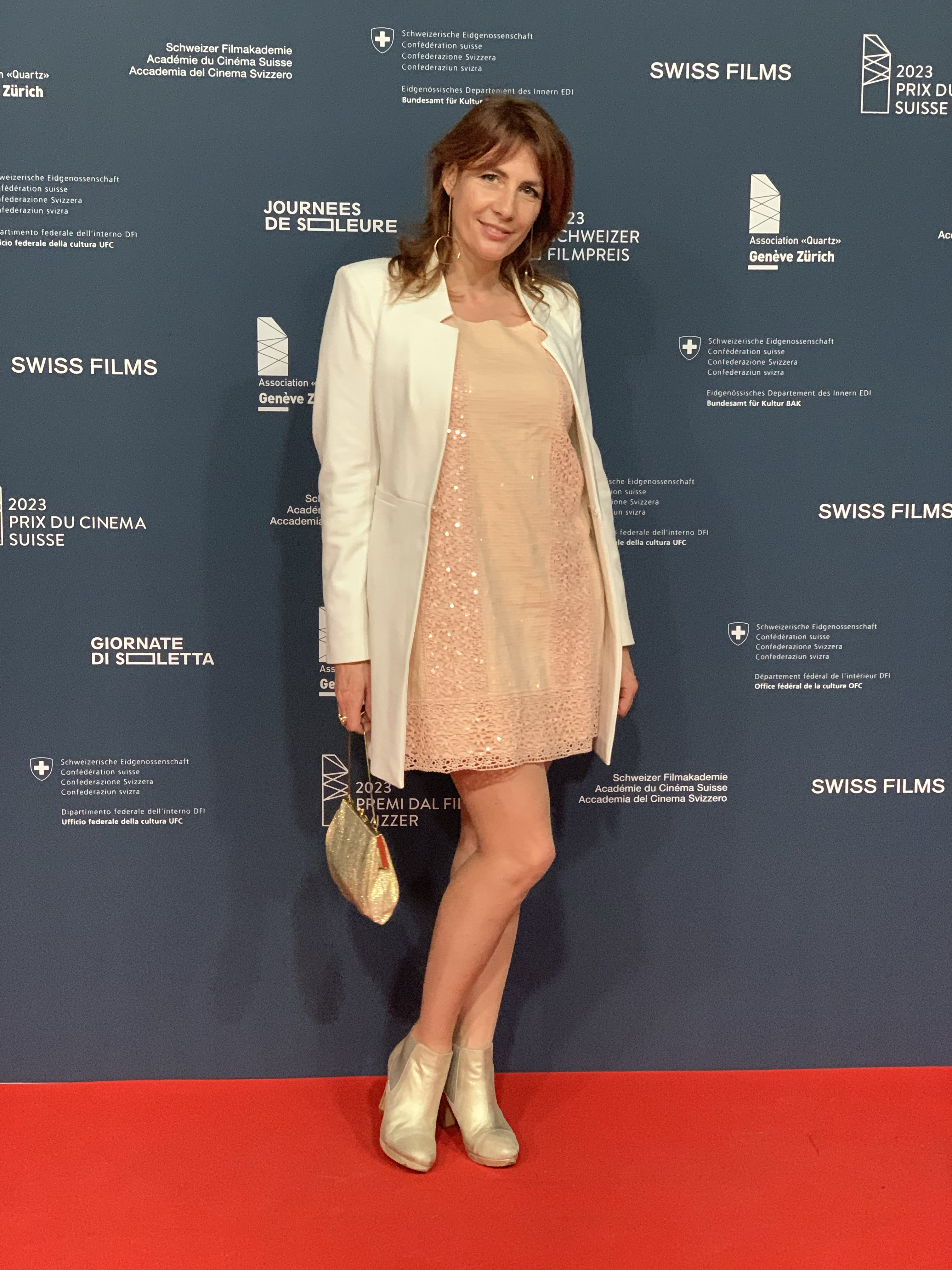
Janine Piguet beim Schweizer Filmpreis 2023

Janine Piguet (geboren in Bern) ist eine Schweizer Schauspielerin, Filmregisseurin und Botanikerin.

## Biografie
Janine Piguet wuchs in einer Musikerfamilie in Bern, im Tessin, in Paris und London auf. Nachdem sie im Alter von fünf Jahren in der Arena di Verona Puccinis Oper Turandot gesehen hatte, wollte sie selbst auf der Bühne arbeiten. Sie absolvierte die Schauspielschule Les Enfants Terribles in Paris sowie das European Act-Programm der Royal Academy of Dramatic Art (RADA) und des Actors Center in London. Viersprachig aufgewachsen spielt sie auf Deutsch, Englisch, Französisch und Italienisch. Sie hat sich auch in Opern- und Jazzgesang weitergebildet und singt darum öfter in ihren Filmrollen.
Piguet studierte Biologie an der Universität Neuenburg und hat ihren Master mit Auszeichnung abgeschlossen. Als tropische Botanikerin hat sie die Bestäubung durch Säugetiere wie Lemure, Fledermäuse und Kolibris in Regenwäldern in verschiedenen Ländern, insbesondere in Madagaskar und Ecuador untersucht.
Janine Piguet begann ihre Schauspielkarriere am Theater in Frankreich unter der Regie von Fabrice Eberhard, bevor sie in dem Film FLA (faire l'amour) von Djinn Carrénard mitspielte, der bei der «La semaine de la critique» in Cannes 2014 ausgewählt wurde. 2016 spielte sie die weibliche Hauptrolle in Magga Ettoris Film Faeryland an der Seite von Yves Duteil. 2019 wurde sie als Produzentin für den Schweizer Filmpreis für den Film Bacha Posh nominiert, in dem sie auch mitgespielt hat.
In Anlehnung an ihre Erlebnisse als Kind einer Musikerfamilie hat sie zwei Kurzfilme im Musikbereich realisiert: Jusqu’aux étoiles, der mehrere Preise gewann, und Fortissimo, der 27 Preise gewann, darunter mehrere Schauspielpreise. Janine Piguet spielt hier eine leidenschaftliche Pianistin, die eine neurotische Nachbarin verärgert weil diese die Kompositionen von Rachmaninow, die sie als Pianistin übt, nicht mag. Der Film wurde in Solothurn gedreht. Im Jahr 2020 erschienen unter Piguets Regie das Musikvideo Ballade with Chopin für die koreanische Pianistin HJ Lim und das Musikvideo für das Lied Tout l’univers, mit dem Gjon’s Tears die Schweiz beim Eurovision Song Contest 2021 vertrat.
Piguets audiovisuelle fantasievollen Film- und Videoarbeiten spielen sich oft in traumhaften Welten ab, die zwischen Vorstellungskraft und Wirklichkeit liegen.
Im Jahr 2021 spielte Janine Piguet in dem Film Plonk & Replonk, der auf einer Ausstellung in der Saline Royale d'Arc-et-Senans gezeigt wurde, und sie war auch in ihrem Buch und vielen Fotos der Ausstellung zu sehen. 2022 spielte sie einen bewegenden Monolog, um Geld für die Ukraine zu sammeln. Ihr Film wurde im Baron’s Court in London im Rahmen einer Spendenaktion für den UNHCR gezeigt, für den sie bereits zuvor ihre Stimme in einer Informationskampagne zur Verfügung gestellt hatte.
2022 spielte Piguet die weibliche Hauptrolle in Jean-François Amiguets Film Old Boys neben Bernard Verley und Zoé (Henri Eggs). Sie verkörpert die selbstbewusste Kellnerin Bibi, die versucht herauszufinden, wer ihr Vater ist. Sie erhielt eine Auszeichnung als beste Darstellerin beim Smyrna Film Festival. Im Jahr 2023 trat sie in dem Film auf, der mit der Ausstellung Wir und der Journalismus, auf der Suche nach der Wahrheit verbunden ist.
2019 erhielt sie den Schweizer Filmpreis – Bester Kurzfilm als Produzentin für den Kurzfilm Bacha Posh.

## Filmographie (Auswahl)

### Schauspielerin

#### Spielfilme
- 2014: FLA[24] Regie Djinn Carrénard et Salomé Blechmans : Kreatur
- 2016: Faeryland[25] Regie Magga Ettori : Aisling
- 2019: Chroma[26], Regie Jean-Laurent Chautems, PS prod : das Internet date
- 2019: Deathcember[27], Regie Alyosha Saari, Epic pictures group : die Mutter
- 2022: Old boys[28], Regie Jean-François Amiguet, Zagora films : Bibi Hauptrolle[29]

#### Kurzfilme
- 2006: Étrange impression Regie Bertrand Amice : Sekretärin
- 2009: Le citron vert, Regie Patrick Hadjadj : Simon's Frau
- 2011: Seule, Regie Yannick Ramon : Gespenster
- 2012: Code 21-012, Regie Max Bühler : Hauptrolle
- 2013: Le retour[30], Regie Daniel Torrisi : Jessica
- 2016: Jusqu'aux étoiles[31], Regie Janine Piguet : Stella
- 2017: Le fruit du désir[32], Regie Thierry Pradervand : Eva
- 2018: Bacha Posh[33], Regie Katia Scarton-Kim : Flüchtlingslagerärtztin
- 2019: Fortissimo[34], Regie Janine Piguet : die Pianistin
- 2021: La Sucrine royale, Plonk et Replonk

#### Serien
- 2018: I-Art[35], Alex da Silva : Mutter

### Regie
- 2016: Jusqu'aux étoiles[36], court-métrage
- 2020: Fortissimo[37], court-métrage
- 2020: Ballade avec Chopin[13], clip pour HJ Lim
- 2020: Répondez-moi, clip pour Gjon’s Tears, pour l'Eurovision 2020